# Ткаченко Михайло Єлевферійович
Ткаченко Михайло Єлевферійович (13 листопада 1878 — †25 грудня 1950) — радянський вчений-лісівник, доктор сільськогосподарських наук, професор Ленінградської лісотехнічної академії.

## Біографія
Народився Михайло Єлевферійович у 1878 році у Валках на Харківщині в сім'ї агронома. Після закінчення Уманського училища землеробства і садівництва в 1899 році, продовжив навчання в Лісовому інституті у Санкт-Петербурзі. Інститут закінчив у 1906 р. 1906–1908 рр. — асистент Петербурзького лісового інституту. Декілька років займався активною науково-виробничою діяльністю в Лісовому спеціальному комітеті лісового департаменту, спочатку на посаді старшого таксатора, а потім завідувача лісового винахідницького бюро. З 1917 до 1929 р. — керівник Лісового відділу. Сільськогосподарського вченого комітету (пізніше реорганізованого в Державний інститут дослідної агрономії). В 1919 р. обирається за конкурсом професором лісівництва в Петроградський лісовий інститут (пізніше реорганізований в Лісотехнічну академію ім. С. М. Кірова). В період 1919–1921 рр. очолював кафедру приватного лісівництва, а потім до кінця життя — кафедру загального лісівництва.
В 1931-1932 рр. керував лісівничим сектором Всесоюзного науково-дослідного інституту агролісомеліорації (ВНДІАЛМ).
Підвищений інтерес проявляв до вивчення лісів Півночі. В 1907-08 рр. проводив дослідження в Архангельській губернії. В Орловській області виконав першу свою експериментальну роботу «Про роль лісу в ґрунтоутворенні».
Побував в лісах Німеччини (1908-09 рр.), США (1911-12 рр.).
Помер 25 грудня 1950 року.

## Наукова діяльність
Ткаченко — вчений зі світовим ім'ям. Відомий своїми працями не тільки в галузі лісівництва, але й таксації, економіки і організації лісового господарства та ін.
Відкрив закон об'ємів деревних стовбурів, який є основою для створення масових таблиць. Займався питаннями взаємного зв'язку методів лісівництва та лісокористування, відомі його праці з концентрованих рубок, проблемами водоохоронних лісів. Теоретично обґрунтував доцільність застосування суцільних рубок в лісах тайги. Провів науковий аналіз ролі вогню, як фактора лісовідновлення, розробляв методи практичного застосування цього фактора в лісовому господарстві. Розробив рекомендації з інтродукції рослин. Цікавився питаннями вищої лісівничої освіти.

## Нагороди
Нагороджений Орденом Трудового Червоного Прапора

## Цитати
З листа до І. Мелехова: «лісівники мого покоління ймовірно зіграють роль композиторів, що написали увертюру до майбутньої опери»

## Наукові праці
Автор понад 130 друкованих праць. Серед них:
1. (рос.) Общее лесоводство. — К., 1939, 1952 1955.
2. (рос.) Леса Севера, ч. 1, СПб, 1911;
3. (рос.) Концентрированные рубки, эксплуатация и возобновление леса, М.—Л., 1931.
4. (рос.) «Леса, лесное хозяйство и деревообрабатывающая промышленность Северо-Американских Соединенных Штатов» 1914;
5. (рос.) «Высшее лесохозяйственное образование в Северо-Американских Соединенных Штатах» 1915;
6. (рос.) «Американские методы завоевания лесных рынков» (1924); «Леса и лесная промышленность Канады» 1925;
7. (рос.) «Английский способ таксации леса» 1925; «Лесные пожары в Канаде» 1925.